# Lighting Up the Sky
Lighting Up the Sky è l'ottavo album in studio del gruppo musicale statunitense Godsmack, pubblicato nel 2023.

## Tracce
1. You and I – 5:16
2. Red White & Blue – 4:04
3. Surrender – 3:40
4. What About Me – 3:55
5. Truth – 4:33
6. Hell's Not Dead – 4:50
7. Soul on Fire – 4:05
8. Let's Go – 5:40
9. Best of Times – 3:36
10. Growing Old – 5:01
11. Lighting Up the Sky – 4:46

## Formazione
- Sully Erna – voce, chitarra, sintetizzatore Moog (traccia 1); chitarra acustica, batteria, tastiera (5); cori, organo, piano (10)
- Tony Rombola – chitarra
- Robbie Merrill – basso
- Shannon Larkin – batteria (1–4, 6–10)